# Supercupen 2012
La Supercupen 2012 fu la 6ª edizione della Supercupen, annuale incontro tra la vincitrice della Allsvenskan e la vincitrice della Svenska Cupen. La partita si disputò all'Olympia di Helsingborg, in data 24 novembre 2012, e a contendersi il trofeo furono Helsingborg e AIK. Fu la terza apparizione dell'Helsingborg nella Supercupen, mentre si trattò della seconda per l'AIK. L'Helsingborg si impose con il punteggio di 2-0, grazie a una doppietta di Rachid Bouaouzan.

## Tabellino
| Arbitro: | Strömbergsson (Gävle) |

|                    |           |  |
| Bouaouzan 58’, 70’ | Marcatori |  |

| Helsingborg | AIK |

### Formazioni
| Helsingborg:    |    |                       |     |     |
|                 |    |                       |     |     |
| P               | 30 | Pär Hansson (c)       |     |     |
| D               | 21 | Christoffer Andersson |     |     |
| D               | 3  | Loret Sadiku          |     |     |
| D               | 4  | Walid Atta            |     | 68’ |
| D               | 23 | Erik Wahlstedt        |     |     |
| C               | 5  | Daniel Nordmark       | 60’ |     |
| C               | 8  | Ardian Gashi          |     |     |
| C               | 6  | May Mahlangu          | 90’ |     |
| C               | 13 | Rachid Bouaouzan      |     |     |
| A               | 19 | Alfreð Finnbogason    |     | 82’ |
| A               | 11 | Thomas Sørum          |     | 86’ |
| A disposizione: |    |                       |     |     |
| P               | 1  | Daniel Andersson      |     |     |
| D               | 15 | Emil Krafth           |     |     |
| D               | 16 | Joseph Baffoe         |     | 68’ |
| D               | 28 | Jere Uronen           |     |     |
| C               | 2  | Marcus Bergholtz      |     |     |
| C               | 7  | Mattias Lindström     |     | 82’ |
| A               | 10 | Álvaro Santos         |     | 86’ |
| Allenatore:     |    |                       |     |     |
| Conny Karlsson  |    |                       |     |     |

| AIK:            |    |                        |       |     |
|                 |    |                        |       |     |
| P               | 27 | Ivan Turina            | 62’   |     |
| D               | 7  | Helgi Daníelsson       |       |     |
| D               | 6  | Alexander Milošević    | 90’   |     |
| D               | 2  | Niklas Backman         | 90+3’ |     |
| D               | 4  | Nils-Eric Johansson    |       |     |
| C               | 11 | Atakora Lalawelé       | 61’   |     |
| C               | 5  | Robert Åhman Persson   |       | 80’ |
| C               | 28 | Viktor Lundberg        |       | 78’ |
| C               | 8  | Daniel Tjernström (c)  | 61’   |     |
| C               | 9  | Martin Kayongo-Mutumba |       |     |
| A               | 22 | Kwame Karikari         | 52’   | 63’ |
| A disposizione: |    |                        |       |     |
| P               | 35 | Lee Baxter             |       |     |
| D               | 3  | Per Karlsson           |       |     |
| D               | 16 | Martin Lorentzson      |       |     |
| C               | 15 | Robin Quaison          |       | 80’ |
| C               | 24 | Daniel Gustavsson      |       |     |
| C               | 29 | Gabriel Özkan          |       | 78’ |
| A               | 21 | Pontus Engblom         |       | 63’ |
| Allenatore:     |    |                        |       |     |
| Andreas Alm     |    |                        |       |     |